# Reis efendi
Reis efendi era un înalt dregător în ierarhia administrației otomane, deținând prerogativele unui șef de cancelarie. Astfel corespondentul său în ierarhia dregătorească a țărilor române era logofătul.

## Vezi și
- Reis (rang militar)